# Xã Longview, Quận Foster, Bắc Dakota
Xã Longview (tiếng Anh: Longview Township) là một xã thuộc quận Foster, tiểu bang Bắc Dakota, Hoa Kỳ. Năm 2010, dân số của xã này là 47 người.